# هنرييت لوريميه
إليزابيث هنرييت مارث لوريمير (7 أغسطس 1775، باريس - 1 أبريل 1854) هي رسامة بورتريه اشتهرت في باريس خلال بدايات فترة ظهور فن الرومانسية.
عاشت مع الدبلوماسي الفرنسي والكاتب الفيلهليني فرانسوا بوكفيل (1770-1838).

## تعليمها وإلهامها
كانت هنرييت طالبة الرسام التاريخي جان بابتيست ريجنو، وسرعان ما عرضت صورًا رائعة ولوحات معاصرة في صالونات باريس من 1800 إلى 1806 ومن 1810 إلى 1814.
في عام 1805، اشترت الأميرة كارولين مورات بونابرت، أخت الإمبراطور، لوحة «الماعز الحاضنة» التي عُرضت في صالون 1804 وفي عام 1806، مُنحت هنرييت لوريمير ميدالية من الدرجة الأولى عن لوحتها «جين دي نافارا». ما تزال اللوحة معروضة في شاتو دي لا مالميزون لجوزفين حتى يومنا هذا.

## مشهورة باريسية

### جين دي نافارا
تصور لوحة جين دي نافارا، ابنة شارل الثاني ملك نافارا وأرملة جان الخامس من مونتفورت دوق برطانية الذي توفي في عام 1399 وزوجته الثالثة. تصورها مع ابنها الثاني، آرثر، دوق برطانية المستقبلي. اعتُبرت نموذجًا للأم، إذ تقوم الدوقة بواجبها التعليمي تجاه ابنها وتعلمه التقوى الأبوية.
عُرضت هذه اللوحة في صالون 1806، وحققت نجاحًا هائلًا. اشترتها الإمبراطورة جوزفين مباشرة لمعرض لوحاتها في قلعة مالميزون حيث بقيت حتى وفاتها في عام 1814. عُرضت اللوحة بشكل دائم في غرفة موسيقى الإمبراطورة
تمثل اللوحة أحد الأمثلة الأولى على أسلوب الرسم المعروف باسم «تروبادور» الذي ابتكره ألكسندر لينوار الذي أنشأ في عام 1795 متحف الآثار الفرنسية حيث جرى عرض التماثيل والآثار الفرنسية التي أُنقذت من الدمار خلال الثورة بترتيب زمني. ذهب آلاف الزوار وهم يتخيلون هناك أمام مقابر أعظم الناس القدماء الذين تجمعوا في مكان واحد فقط، حتى عام 1816 عندما أُغلق المتحف بأمر من لويس الثامن عشر.
على الرغم من أن اللوحة كانت موضوعًا تاريخيًا، لم يظهر في جين دي نافارا «أسلوب النبلاء» المطلوب من لوحة تاريخية، وبالتالي لم تهدد الوضع الراهن. وُصفت «جين دي نافارا» بأنها درس لجميع الأمهات لأن الدوقة تظهر وهي تفي بواجب تعليم ابنها في تقوى الأبناء. بالنسبة للعديد من النقاد، كانت هذه اللوحة مثالًا على النجاح الذي يمكن للمرأة الحصول عليه في حدود الرسم. أثنى مؤلف أحد مراجعات الصالونات التي نُشرت في مجلة ميركوري دي فرانس على هنرييت لعدم خروجها عن الموضوعات التي تميزت الإناث بها.
مع ذلك، أكد مقال نُشر في لاثينيوم على ضرورة بقائها في مجال الرسم المعاصر: «نغامر بوعدها بنجاح أكبر إذا أرادت أن تقتصر على رسم المشاعر الجميلة للروح والعطاء والمشاعر الدقيقة، باختصار، لتمثيل مشاهد الحياة المنزلية، وترك المواضيع التاريخية للرجال».

### الماعز الحاضنة
فضلًا عن أعمال هنرييت التي سبق ذكرها، كانت لوحتها الأولى التي حظيت بالكثير من الاهتمام هي الماعز الحاضنة التي تصور هنرييت فيها أمًا شابة غير قادرة على إرضاع طفلها، بينما تشاهد بحزن ماعزًا تقوم بهذا العمل (تظهر الماعز جزئيًا في خلفية اللوحة في أعلى اليمين). ادعى النقاد أن مشهد حب الأم وندمها هذا لا يمكن إلا أن ترسمه امرأة وأكدوا ملاءمة مثل هذه الموضوعات للرسامات الإناث. يتضح من هذا الثناء على لوحتها في عام 1804 ومع حقيقة أنها بيعت في عام 1805 لكارولين بونابرت، زوجة الأمير مورات، أن هنرييت ولوحاتها كانت محط الأنظار في باريس خلال فترة الإمبراطورية.
بلغ عمل هنرييت أوجه ببيع لوحتها الرئيسية الثانية إلى الإمبراطورة نفسها في عام 1807!